# 蒙特勒爵士音乐节

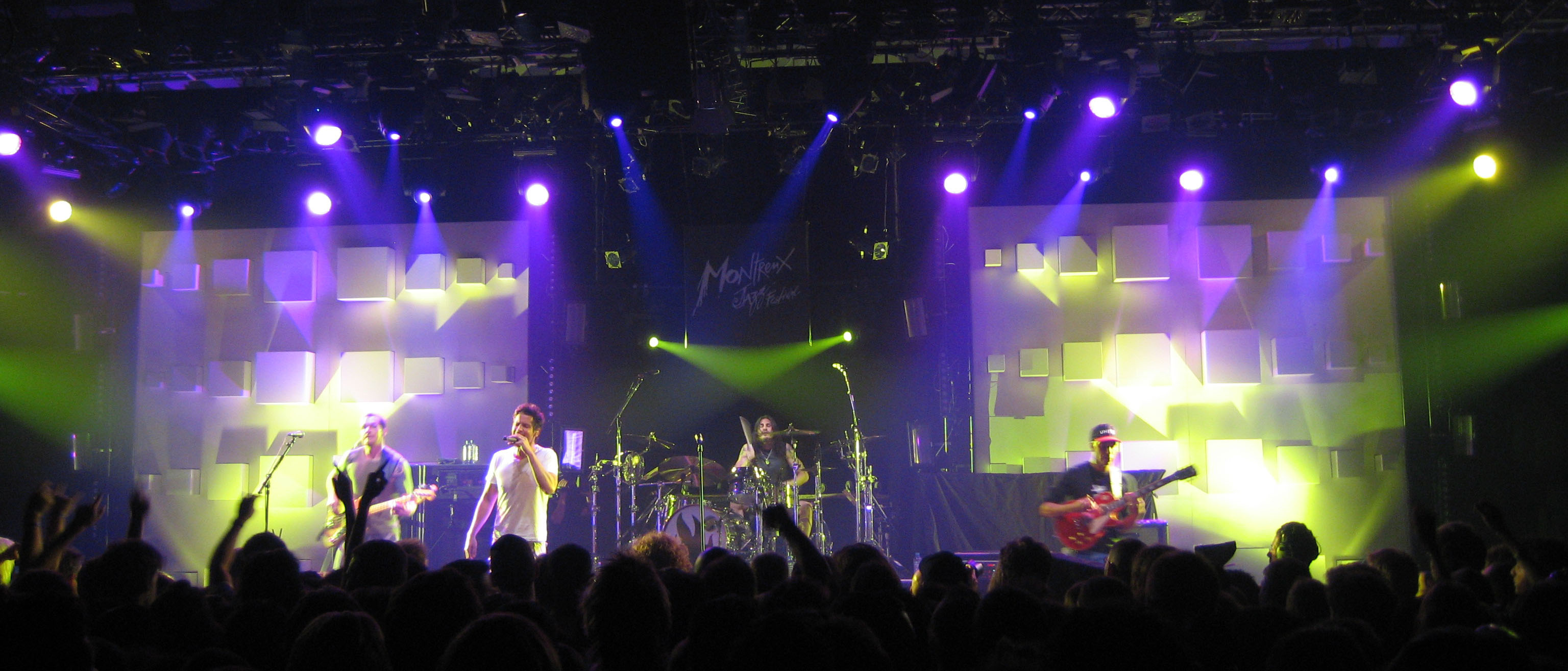
音魔乐队在2005年蒙特勒爵士音乐节上演出

蒙特勒爵士音乐节（英語：Montreux Jazz Festival）是位于瑞士联邦的国际音乐节，每年七月初举办于日内瓦湖北岸城市蒙特勒。该音乐节是世界第二大爵士音乐节，仅次于加拿大蒙特利尔国际爵士音乐节
。

## 历史
蒙特勒爵士音乐节在大西洋唱片公司的艾哈迈德·艾特根和内苏希·艾特根的大力帮助下，由瑞士音乐家克洛德·诺布斯、热奥·武马尔和勒内·朗热尔创立于1967年。首届音乐节历时三天，举办于蒙特勒赌场。音乐节成立之初，参与演出的几乎只有爵士音乐家，主要有迈尔士·戴维斯、凯斯·杰瑞、杰克·德约翰内特、比尔·艾文斯、软机器乐队、气象报告乐队、第四道乐队、妮娜·西蒙、杨·葛柏瑞克和艾拉·费兹洁拉。